# Mühledorf, Bern

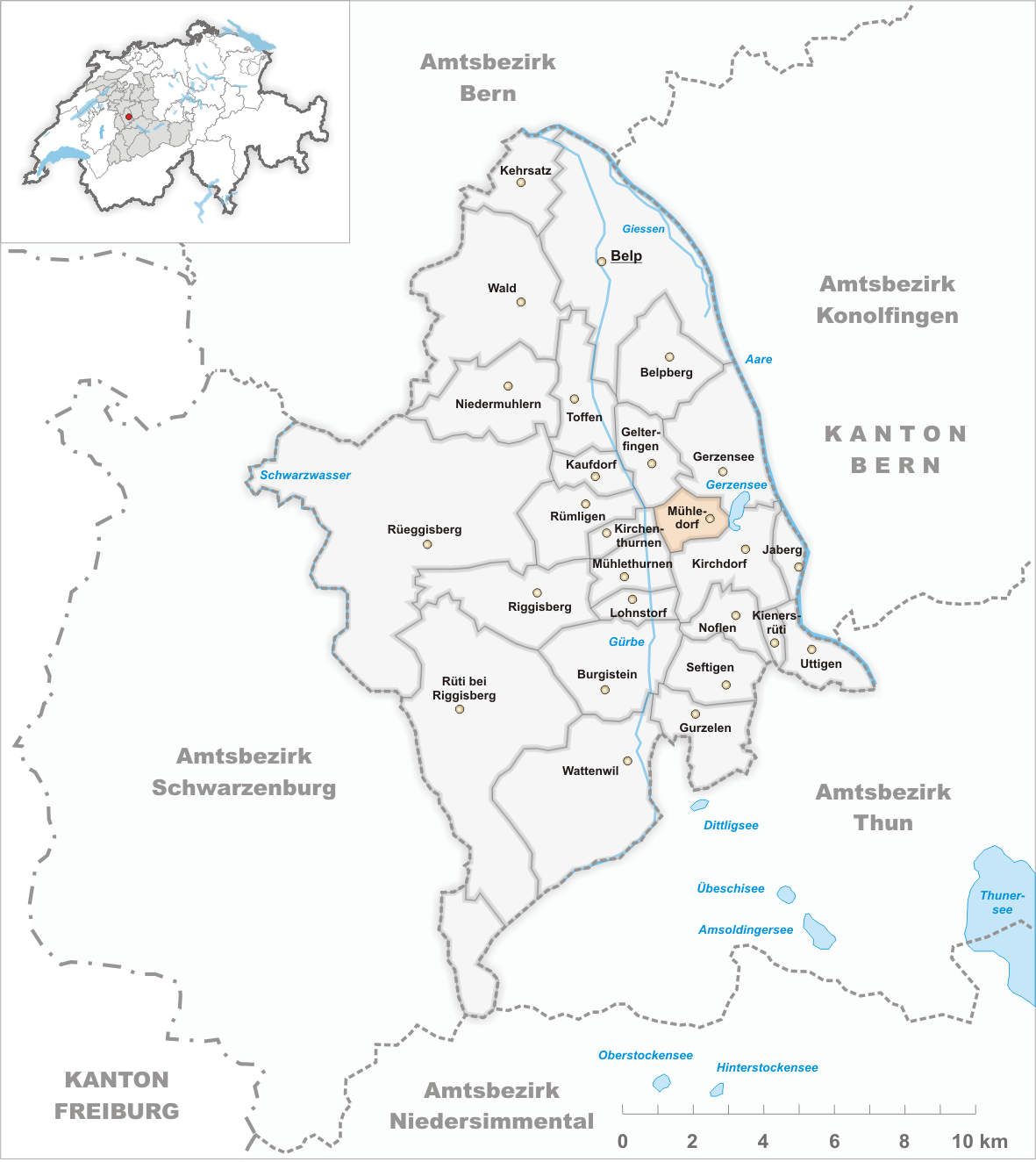
Mühledorf

Mühledorf BE là một đô thị trong huyện Bern-Mittelland, bang Bern, Thụy Sĩ. Đô thị này có diện tích 2,3 km2, dân số thời điểm tháng 12 năm 2009 là 239 người.